# ژان آسلبرن
ژان آسلبرن (انگلیسی: Jean Asselborn؛ زادهٔ ۲۷ آوریل ۱۹۴۹) سیاست‌مدار اهل لوکزامبورگ و وزیر امور خارجه لوکزامبورگ است. وی همچنین برندهٔ جوایزی همچون لژیون دونور (فرمانده) شده‌است.